# Johannes Müller (Politiker, 1847)
Johannes Müller (* 27. Mai 1847 in Colditz; † 5. Dezember 1907 ebenda) war ein deutscher Politiker (Konservative) und Abgeordneter im Sächsischen Landtag.

## Leben
Er studierte von 1866 bis 1871 Jura in Leipzig, danach war Müller als Ratsreferendar in Chemnitz tätig. Seit März 1873 war Johannes Müller Bürgermeister von Colditz. Dieses Amt hatte er bis zu seinem Tod inne.
Von 1879 bis 1897 saß Müller als Abgeordneter des 11. städtischen Wahlkreises für die Konservativen in der Zweiten Kammer des Sächsischen Landtags. Von 1895 bis 1897 war Johannes Müller 1. Sekretär der Zweiten Kammer, zuvor war er schon von 1881 bis 1883 stellvertretender Zweiter und von 1891 bis 1895 stellvertretender Erster Sekretär der Zweiten Kammer.